# Umberto Terracini
Umberto Elia Terracini (Genova, 27 luglio 1895 – Roma, 6 dicembre 1983) è stato un politico e antifascista italiano, presidente dell'Assemblea costituente e dirigente del Partito Comunista Italiano.
Figura storica del socialismo italiano, Terracini fu uno dei protagonisti di quel travagliato processo interno al PSI che portò alla nascita del PCdI, ed in seguito tra i maggiori esponenti della sua incarnazione successiva, il PCI, distinguendosi per la forte "autonomia critica" da lui espressa in svariate occasioni nei confronti della condotta maggioritaria del suo partito.
Nel 1924 fu contrario alla cosiddetta secessione dell'Aventino, ovvero la defezione da parte di tutte le forze d'opposizione antifascista ai lavori parlamentari a seguito dell'assassinio di Giacomo Matteotti. In seguito manifestò in più occasioni all'interno del partito il proprio dissenso nei confronti della politica di Stalin e della sua eccessiva influenza in seno al Comintern, contestando ad esempio la cosiddetta "svolta" segnata dal VI Congresso dell'Internazionale Comunista del 1928, in cui si sancí il principio di non collaborazione con le forze socialdemocratiche e socialiste moderate in ottemperanza alla formula del "socialfascismo". In seguito, criticò aspramente il patto di non aggressione stipulato nel 1939 dalla Germania nazista e dall'URSS, con il quale venivano tra l'altro determinate la spartizione della Polonia e la successiva occupazione sovietica dei paesi baltici. Tali posizioni critiche gli costarono l'isolamento all'interno del partito durante il periodo di confino a Ponza e a Ventotene e successivamente l'espulsione.
Liberato dal confino dopo la caduta del fascismo, fu costretto a rifugiarsi in Svizzera dopo l'8 settembre per evitare i rastrellamenti di ebrei e antifascisti delle truppe naziste. Rientrò in Italia per partecipare alla Resistenza in Piemonte, divenendo Segretario della Giunta di Governo della Repubblica partigiana dell'Ossola. Fu riammesso nel partito il 14 dicembre del 1944. Nel 1946 fu presidente dell'Assemblea Costituente. Negli anni settanta fu fermamente contrario al compromesso storico tra il PCI e la Democrazia Cristiana e, successivamente, si mostrò favorevole a una politica maggiormente aperta alle posizioni di Israele. Ha collaborato con la rivista Il Calendario del Popolo.

## Biografia

### Origini familiari e formazione politica
Umberto Terracini nacque a Genova il 27 luglio del 1895 da una famiglia ebraica originaria del Piemonte, secondogenito dei tre figli di Jair Terracini e Adele Segre. I nonni paterni erano commercianti ambulanti di panni, che operavano nei mercati della provincia astigiana. Con il tempo, il lavoro e il risparmio, erano riusciti a sviluppare un'attività abbastanza fiorente  da permetter loro di allestire, in un palazzo della vecchia Genova, un grande negozio di tessuti, fornito di ampio magazzino, da loro gestito con la collaborazione dei figli e di alcuni commessi.
In questa famiglia benestante, Jair Terracini aveva cercato di seguire altre strade: unico tra i fratelli, si era laureato in ingegneria civile per dedicarsi alla libera professione, nella quale tuttavia non aveva avuto successo ed era perciò ritornato a curare gli affari della "ditta Terracini". Morì prematuramente nel 1899, lasciando i tre figli, Amadio, Umberto e Margherita, che, insieme alla madre Adele, si trasferirono a Torino, in una casa di via Accademia Albertina, dove la vedova avrebbe potuto contare, in caso di estrema necessità, sull'assistenza della famiglia di origine, appartenente alla borghesia benestante. La loro fu la povertà decorosa e orgogliosa dei buoni borghesi decaduti, salvaguardata dalla modesta rendita della dote di Adele, costituita da titoli di Stato.
Completati gli studi elementari, Umberto frequentò la scuola israelitica di Torino, i cui programmi corrispondevano a quelli ministeriali, salvo l'aggiunta dello studio della lingua e della storia d'Israele: non ricavò, né dalla famiglia, né dalla scuola, alcun interesse religioso, pur frequentando regolarmente la sinagoga. In una casa nella quale i libri erano scarsi e di modesto valore culturale, crescendo, per procurarsi delle letture, incominciò a frequentare la Biblioteca civica, avvicinandosi ai romanzi popolari degli autori che allora godevano di particolare fortuna: Victor Hugo, Edmondo De Amicis, Émile Zola, Eugène Sue.
Fu la frequentazione del cugino materno Elia Segre, giovane anticonformista, già allievo del Collegio militare dal quale era stato espulso per indisciplina, insignito di due medaglie d'oro al valor civile, socialista e anticlericale - leggeva l'Avanti! e la Critica sociale di Turati, ma anche L'Asino di Guido Podrecca - a indirizzare i primi pensieri del giovanissimo Umberto verso temi sociali e politici: «Adesso li capivo i discorsi del cugino Elia, mi commuovevo alla sorte di tanti miseri e mi indignavo contro chi ne aveva la responsabilità». Ma ben più importante fu, dopo che nel 1908 Terracini fu iscritto al Liceo Gioberti, l'amicizia con uno studente delle classi superiori, Angelo Tasca: «un incontro decisivo per il mio avvenire [...] Si raccontavano di lui cose mirabili in quanto a prontezza nello studio [...] ma paurose le sue propensioni ideali e politiche». Figlio di un manovale delle ferrovie, aveva il piccolo alloggio, nello stesso palazzo di piazza Carlina dove un giorno andrà ad abitare Antonio Gramsci, stracolmo di libri, di opuscoli e di giornali socialisti, dei quali approfittò anche il giovane Terracini.
Fu così che nel 1911 Terracini, accompagnato da Tasca e senza dire nulla alla madre, andò a iscriversi nel Fascio socialista giovanile del quartiere Centro, in corso Siccardi: le polemiche sulla guerra di Libia erano all'ordine del giorno e Terracini fece le sue prime prove di polemista socialista, contrario alla guerra, nei capannelli che si formavano nei giardini di piazza Carlo Felice o sotto i portici di via Po, controbattendo le ragioni dei «colonialisti». In un partito, come quello socialista, dove allora militavano, nelle città, soprattutto operai, la buona cultura e la possibilità che egli aveva di approfondire, studiando, i temi politici e teorici propri del movimento socialista, resero il giovane Terracini prezioso per tenere conferenze e lezioni nelle sezioni di partito, dove si fece conoscere e apprezzare.
In questo modo, nel 1912, fu eletto segretario della sua sezione e, dopo aver conseguito la maturità nel 1913 ed essersi iscritto alla Facoltà di Giurisprudenza dell'Università torinese, nell'agosto del 1914 veniva eletto segretario provinciale. Era appena incominciata la prima guerra mondiale, per la quale Terracini oppose subito la sua contrarietà a un'eventuale partecipazione dell'Italia e fu proprio un comizio pacifista da lui tenuto il 15 settembre 1916 a Trino Vercellese a costargli l'arresto e la condanna a un mese di carcere, dal quale fu fatto uscire solo per essere arruolato a Bra, come soldato semplice nel 72º Reggimento fanteria. Di qui, nel 1917, venne inviato al fronte, nella zona di Montebelluna, assegnato come autiere in un corpo motorizzato, dove lo raggiunse la notizia che in Russia era avvenuta la prima Rivoluzione socialista della storia.

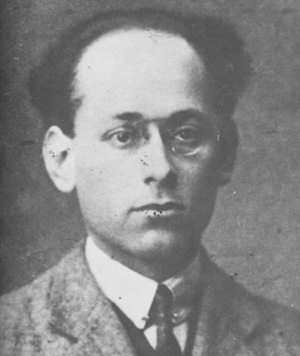
Umberto Terracini

Alla fine della guerra, senza essere ancora congedato, fu trasferito a Torino, dove si laureò e incominciò, nel dicembre del 1919, a frequentare uno studio legale come praticante. Aveva intanto ripreso i contatti con i compagni di partito, Angelo Tasca per primo, e poi Gramsci e Togliatti. Furono i quattro giovani che progettarono una rivista nuova, che trattasse di politica e di cultura: Tasca trovò i finanziatori, la sede fu ricavata nei locali dell'Avanti! e il 1º maggio 1919 poteva uscire il primo numero de L'Ordine Nuovo. L'impostazione del settimanale, che Tasca aveva concepito come una rivista di cultura indirizzata agli operai, non soddisfaceva gli altri collaboratori, che intendevano privilegiare piuttosto l'analisi politica del movimento socialista italiano e internazionale, con una decisa impronta operaista: dopo due mesi, L'Ordine Nuovo mutò impostazione e, in polemica con la Camera del Lavoro e con la linea politica del Partito socialista, svolse un'intensa propaganda a favore dei Consigli operai, le rappresentanze operaie costituite direttamente nelle fabbriche. Terracini collaborava anche all'edizione piemontese dell'Avanti!, dirigeva un altro settimanale socialista, Falce e martello e, con Gramsci, Togliatti, Tasca, Zini, Pastore, Balsamo-Crivelli e altri, teneva lezioni di dottrina socialista nelle sezioni socialiste.
La conclusione del conflitto non sembrava aver portato i benefici che i sostenitori dell'intervento avevano sperato: alle centinaia di migliaia di vittime e di invalidi si erano aggiunti i disoccupati gettati sulla strada dalla lentezza della riconversione industriale, le difficoltà provocate da salari insufficienti, i reduci che non riuscivano a reinserirsi nella vita civile, i nazionalisti esasperati da una vittoria che consideravano «mutilata» dalle promesse di guadagni territoriali non mantenute, i timorosi di un'ondata rivoluzionaria proveniente dalla Russia. Gli squadristi di Mussolini cercavano di inserirsi in questi contrasti sociali presentandosi come i garanti dell'ordine e della proprietà, assalendo e devastando le sedi del Partito socialista, dei suoi giornali, delle Camere del Lavoro.

### Tra i fondatori del PCd'I
Il 28 settembre 1920 la direzione del PSI si divide tra chi aderisce all'idea di Terracini e chi invece proclama l'esigenza di mantenere unito il partito pur accettando alcuni punti proposti dall'Internazionale Comunista. La divisione, ormai divenuta insanabile, porta nel 1921, al termine del XVII Congresso del Partito socialista, alla formazione del Partito Comunista d'Italia, cui Terracini aderisce diventandone un personaggio di rilievo (fa parte, del primo Esecutivo, assieme ad Amadeo Bordiga, Bruno Fortichiari, Ruggero Grieco, Luigi Repossi).
Eletto deputato nel 1921 e nel 1924, nel settembre 1926 fu arrestato a Milano insieme ai compagni Rosolino Ferragni e Aladino Bibolotti e nel 1928 fu processato dal Tribunale Speciale (con i massimi esponenti del PCd'I tra cui Antonio Gramsci e Giovanni Roveda). Il 4 giugno 1928, dopo le richieste di condanna del pubblico ministero, il Tribunale concesse la parola a Terracini affinché parlasse a nome di tutti gli imputati; Terracini approfittò dell'occasione per elevare un atto di accusa contro la dittatura fascista:
(Umberto Terracini)
Fu condannato a 22 anni e 9 mesi di carcere. Dopo averne scontati 11 a Roma, nel 1937 venne inviato al confino prima a Ponza e poi a Santo Stefano, dove fu liberato dai partigiani nel 1943.

### Dalla critica al Patto Molotov-Ribbentrop alla Repubblica partigiana dell'Ossola
Nel 1939, all'interno del gruppo di partito confinato a Ventotene, criticò aspramente e coraggiosamente il Patto Molotov-Ribbentrop insieme a Camilla Ravera, il che ne provocò l'espulsione dal PCd'I e il formale divieto, imposto ai suoi compagni di confino, di rivolgergli la parola. Questo fu per lui motivo di tremenda amarezza. Solo agli inizi del settembre 1943 il Governo Badoglio decise la liberazione dei prigionieri politici. Il viaggio verso Torino insieme a Camilla Ravera non fu facile e vi arrivarono quando ormai la città era occupata dalle truppe tedesche e molti, compreso suo fratello, erano sfollati. Raggiunse prima Novara, poi il  Lago d'Orta dove la nipote aveva una villetta. Ma anche lì stavano avvenendo i rastrellamenti di ebrei e antifascisti. Fu salvato dal poeta e critico cinematografico Augusto Mazzetti, fascista ma avverso alla persecuzione razziale, che lo nasconde e di concerto con il Podestà Avv. Gabriele Galli, ne organizza il passaggio clandestino in Svizzera . Pur essendo ben accolto, alla notizia delle prime azioni partigiane desidera rientrare. 
. Nonostante questo, appena seppe della liberazione dell'Ossola rientrò dalla Svizzera e Ettore Tibaldi, pur informato della sua espulsione da PCI, lo nominò Segretario generale della Giunta provvisoria di Governo della cosiddetta Repubblica libera partigiana dell'Ossola, incarico che svolse col massimo impegno sino alla caduta della "Repubblica" e il trasferimento della Giunta e della documentazione da lui curata in Svizzera. L'ordine del PCI novarese, durante quei "40 giorni di Libertà" era "di non dargli spazio e di ignorarlo", direttiva che non tutti seguirono come ad esempio Cino Moscatelli, a differenza di Gian Carlo Pajetta. Dopo nuove lettere dalla Svizzera al partito, a Togliatti e ad altri compagni fu infine riammesso.
.

### Tra i firmatari della Costituzione della Repubblica
(Umberto Terracini)

Umberto Terracini firma la Costituzione, Roma 27 dicembre 1947

Eletto deputato e vicepresidente dell'Assemblea Costituente nel 1946, un anno dopo ne sarà presidente dopo le dimissioni di Giuseppe Saragat. È lui a firmare la Costituzione italiana insieme al Capo dello Stato Enrico De Nicola e al Presidente del Consiglio dei ministri Alcide De Gasperi.
In occasione delle elezioni politiche del 1948 è favorevole all'alleanza coi socialisti nel Fronte Democratico Popolare.
A seguito dell'attentato a Togliatti, avvenuto il 14 luglio 1948, presenta una mozione di sfiducia al governo guidato dalla Democrazia Cristiana, che secondo lui ha la responsabilità morale e politica dell'attacco al leader comunista. La mozione, in cui Terracini fece uso dell'espressione "complesso del tiranno" per indicare che a suo dire la DC stava imitando i metodi del Partito Nazionale Fascista, viene respinta con 173 voti contrari e 83 favorevoli.

Nel medesimo periodo fonda il movimento "Solidarietà democratica" con l'intento di difendere le libertà democratiche e di fornire assistenza legale e materiale agli arrestati per motivi politici e alle loro famiglie.

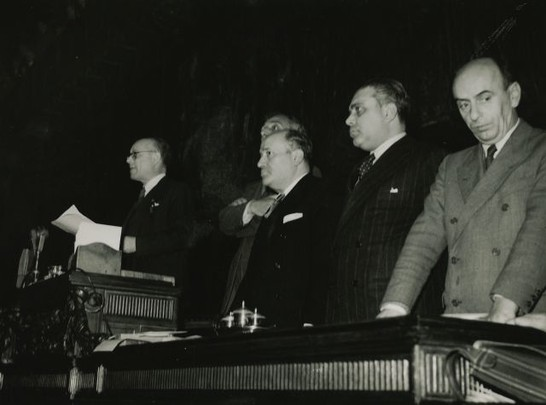
Umberto Terracini impegnato a tenere un discorso dallo scranno della presidenza dell'Assemblea Costituente (terzo, alla sua sinistra, è presente Bernardo Mattarella)

Nel 1948 si sposò con l'attrice di cinema e teatro Maria Laura Rocca.

### La reazione al rapporto di Chruščëv sui crimini di Stalin
Quando, nel marzo del 1956, Togliatti tornò da Mosca dopo aver ascoltato il rapporto di Nikita Chruščëv (allora segreto) sui crimini di Stalin, Terracini ricordò la sparizione del suo amico Béla Kun ed esortò i compagni di partito a non accontentarsi di condannare gli "errori" (così li definiva Togliatti) del regime sovietico, bensì ad avere l'onestà di fare insieme una dura autocritica su come i comunisti di tutto il mondo si fossero trincerati dietro il loro "desiderio di non sapere":

### L'appoggio all'intervento sovietico in Ungheria
Nel novembre del 1956, in linea con le posizioni del partito sulla rivolta ungherese, salutò l'entrata delle truppe sovietiche che misero fine al governo Nagy con le seguenti parole:

### Anni sessanta e settanta

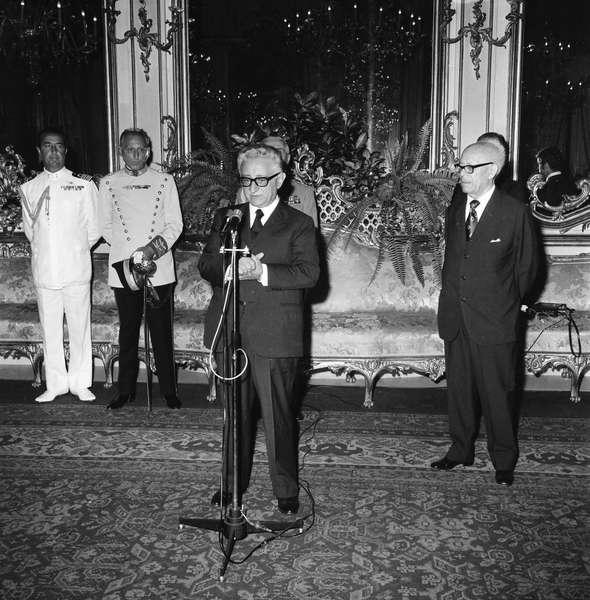
Umberto Terracini insieme al presidente della Repubblica Giovanni Leone ne 1973

Terracini confermò fino alla morte il suo seggio al Senato della Repubblica, dove nel 1954 pronunciò un intervento indignato quando lo scudo crociato non diede le autorizzazioni fondamentali per poter realizzare la Festa dell'Unità. Nel 1962 viene candidato alla presidenza della Repubblica, ma (dopo 200 preferenze al primo scrutinio e 196 al secondo) esce dalla possibilità di elezione; nel 1964 ci riproverà ma, nonostante il considerevole aumento di consensi (da 200 a 250, per tutti i 12 scrutini su 21 in cui lotta per la vittoria) fu sconfitto da Giuseppe Saragat.

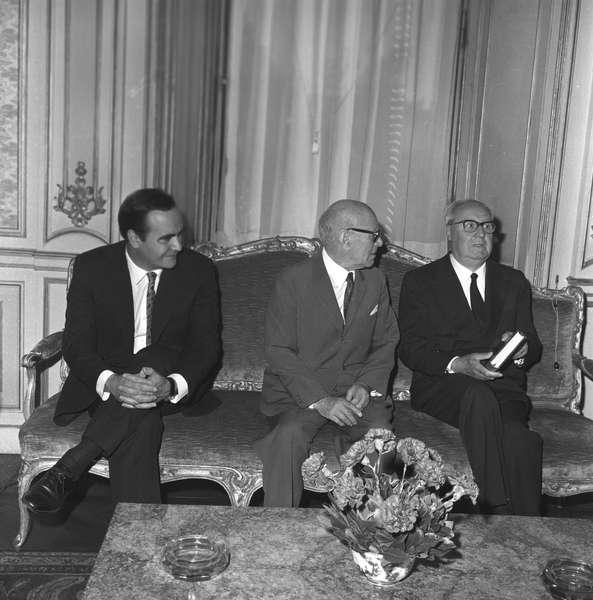
Terracini e Giuseppe Saragat

Negli anni settanta partecipò attivamente alle campagne innocentiste a favore di alcuni esponenti della sinistra extraparlamentare quali Giovanni Marini (condannato per l'omicidio di Carlo Falvella), Achille Lollo (condannato per il rogo di Primavalle) e Fabrizio Panzieri (condannato per l'omicidio di Miki Mantakas) all'interno della Associazione Nazionale Giuristi democratici per la quale entrò anche, nel 1969, nel comitato di presidenza .  Nel 1972 fonda il   Centro per la Riforma dello Stato e  ne ricoprirà la carica di Presidente fino al 1975. Non può peraltro essere sottaciuto il suo impegno nel favorire il ritorno in Italia dall'URSS e il sostegno nei primi difficili anni offerto a Dante Corneli, il comunista di Tivoli, oppositore di Stalin, incarcerato nel 1936 e deportato nel gulag staliniano. Umberto Terracini seguì con simpatia sia l'edizione delle memorie di Dante Corneli (1977), sia l'edizione delle lettere al fratello Mario di Emilio Guarnaschelli (1982), l'antifascista torinese fucilato nell'Estremo Oriente siberiano nel 1937, curata da Nella Masutti.
Vecchio saggio della politica italiana, negli ultimi vent'anni della sua vita svolge un ruolo marginale nello scacchiere istituzionale.

### La morte
Si spense a Roma il 6 dicembre 1983, all'età di 88 anni. Le sue spoglie si trovano nel cimitero di Cartosio, dove ogni anno si commemora l'anniversario della morte alla presenza di autorità politiche.

## Opere
- Costituzione della Repubblica italiana, con prefazione e commento di, Roma, Editori Riuniti, 1957.
- Lo squadrismo torinese, in Trent'anni di storia italiana, 1915-1945. Dall'antifascismo alla Resistenza, Torino, Einaudi, 1961.
- Giorgio Dimitrov: un capo rivoluzionario, Torino, Gruppo editoriale piemontese, 1971.
- Sulla svolta. Carteggio clandestino dal carcere, 1930-31-32, Milano, La pietra, 1975.
- Al bando dal Partito. Carteggio clandestino dall'isola e dall'esilio, 1938-45, Milano, La pietra, 1976.
- Cinque no alla DC. Scritti e discorsi, Milano, Mazzotta, 1978.
- Come nacque la Costituzione, intervista di Pasquale Balsamo, Roma, Editori Riuniti, 1978.
- Intervista sul comunismo difficile,  a cura di Arturo Gismondi, Roma-Bari, Laterza, 1978.
- Quando diventammo comunisti. Conversazione con Umberto Terracini tra cronaca e storia, a cura di Mario Pendinelli, Milano, Rizzoli, 1981.
- Umberto Terracini. Discorsi parlamentari, 3 voll., Roma, Senato delle Repubblica Segreteria Generale Servizio studi, 1995.

## Premi letterari
- Nel 1976, nell'ambito del Premio Viareggio, Umberto Terracini ricevette il Premio Speciale del Presidente.[25]

## Onorificenze ed altri riconoscimenti

### Cittadinanze onorarie
| Comune       | Data investitura |
| ------------ | ---------------- |
| Fiano Romano | 22 gennaio 1973  |
| Torino       | 6 giugno 1976    |
| Livorno      | 1977             |
| Asti         | 1978             |